# Lapilloniscus patrizii
Lapilloniscus patrizii là một loài chân đều trong họ Trichoniscidae. Loài này được Brian miêu tả khoa học năm 1938.